# 科斯波达
科斯波达是德国图林根州的一个市镇。总面积6.14平方公里，总人口420人，其中男性228人，女性192人（2011年12月31日），人口密度68人/平方公里。